# Twerk (MamboLosco)
Twerk è un singolo del rapper italiano MamboLosco, pubblicato il 1º novembre 2019 come secondo estratto dal primo album in studio Arte.

## Descrizione
Nel 2020 il brano è stato remixato in una nuova versione caratterizzata dalla partecipazione vocale di Anna e inclusa nell'album collaborativo di MamboLosco e Boro Boro Caldo; tale versione ha debuttato in 95ª posizione nella Top Singoli.

## Tracce
1. Twerk (feat. Boro Boro) – 2:32

## Classifiche
| Classifica (2019) | Posizione massima |
| ----------------- | ----------------- |
| Italia            | 12                |